# معركة الفنادق
معركة الفنادق، هو صراع فرعي خلال المرحلة من 1975-1977 من الحرب الأهلية اللبنانية، وقعت في منطقة فنادق ميناء الحصن في وسط بيروت. تمثل هذه المعركة واحدة من أولى المواجهات الكبرى في الحرب التي اندلعت في أبريل 1975. جرت المعركة من أجل السيطرة على مجمع فندقي صغير، وهو مركز سانت تشارلز سيتي، الذي يقع بالقرب من منطقة الكورنيش البحري المطل على البحر المتوسط في الزاوية الشمالية الغربية من وسط بيروت، وانتقلت بسرعة إلى مناطق أخرى من المدينة. تميزت المعركة بمعارك عنيفة شملت تبادلًا مكثفًا للنيران من الصواريخ والمدفعية، حيث كان يتم القتال من أسطح الفنادق وغرفها، وكان استخدام نيران القناصة أمرًا شائعًا.

## العواقب
أدت المعركة والصراعات المصاحبة لها إلى دروس قيمة وإن كانت باهظة الثمن لجميع الأطراف المعنية. فقد قللت قيادة الجبهة اللبنانية بشكل كبير من تقدير القوة العسكرية والقدرات التنظيمية التي أظهرها تحالف الحركة الوطنية اللبنانية اليسارية-الإسلامية وحلفاؤهم الفلسطينيون في لبنان، بالإضافة إلى الدعم السياسي واللوجستي الذي تلقوه من بعض الدول العربية. من ناحية أخرى، قلل قادة الحركة الوطنية اللبنانية من تقدير قدرات تحالف الجبهة اللبنانية اليميني-المسيحي العسكرية ومهاراتهم في التعبئة، وكذلك الدعم العسكري الذي حصلوا عليه من بعض فصائل الجيش اللبناني وإسرائيل.
على الرغم من أن الجبهة اللبنانية تم طردها في النهاية من بيروت الغربية، مما كان بمثابة نصر للحركة الوطنية اللبنانية، إلا أن الفوضى التي تلت المعركة أدت إلى تعميق تقسيم بيروت إلى منطقتين: غرب بيروت الذي سيطر عليه المسلمون (المعروف باسم "بيروت الغربية") وشرق بيروت الذي هيمن عليه المسيحيون (الذي أصبح يُعرف بـ"بيروت الشرقية")، وذلك من خلال خط ترسيم أصبح يعرف لاحقًا بـ "الخط الأخضر"، وهو تقسيم استمر لمدة 15 عامًا. عرضت المعركة بشكل مكثف على التلفزيون، حيث تسببت صور احتراق فندق هوليداي إن في ديسمبر 1975 بصدمة كبيرة على مستوى العالم. وقد تسببت شدة القتال في دولة كانت مزدهرة في ضرب سمعة لبنان كوجهة سياحية، مما أدى إلى هجر بيروت وتجاهلها من قبل المستثمرين الأجانب الذين تأثرت ثقتهم بسبب الحرب. كما أسهمت شراسة المعارك التي كانت غير مسبوقة في لبنان في تصعيد القتال واندلاع معارك أكثر حدة طوال فترة الحرب.